# Cryptopus
Cryptopus é um género botânico pertencente à família das orquídeas (Orchidaceae).

## Espécies
1. Cryptopus brachiatus H.Perrier, Notul. Syst. (Paris) 7: 137 (1938).
2. Cryptopus dissectus (Bosser) Bosser, Adansonia, n.s., 20: 261 (1980).
3. Cryptopus elatus (Thouars) Lindl., Bot. Reg. 10: t. 817 (1825).
4. Cryptopus paniculatus H.Perrier, Notul. Syst. (Paris) 7: 136 (1938).